# Neşe Karaböcek
Neşe Karaböcek, nom de scène de Neşecan Göktürk, née le 1er avril 1947 à Istanbul en Turquie, est une chanteuse et actrice turque. Elle est considérée comme la chanteuse la plus marquante dans le genre de l'arabesk, un genre musical basé sur la musique turque traditionnelle et influencée par d'autres genres musicaux du monde entier, surtout populaire des années 1960 aux années 2000.

## Discographie
- 1968 : Neşe Karaböcek
- 1969 : Uğur Böceği
- 1971 : Sensiz Kalan Gönlümde
- 1971 : Neşe Karaböcek 1971
- 1972 : Büyük Aşkların Kaderi
- 1972 : Geri Dönülmez Bir Yoldayım
- 1973 : Neşe Karaböcek 1973
- 1974 : Neşe Karaböcek 1974
- 1974 : Neşe Karaböcek 1974 (Elenor LP)
- 1974 : Niyet
- 1974 : Ümidini Kirpiklerine
- 1975 : Deli Gibi Sevdim
- 1976 : Dünden Bugüne
- 1977 : Minareci 2 Özel Seri (feat. Biricik)
- 1978 : Uğur Böceği
- 1979 : Dost Bahçesi
- 1979 : Uzelli 618 (feat. Ahmet Özhan)
- 1980 : Beddua
- 1980 : Şu Karşıki Evde Bir Çocuk Doğmuş
- 1981 : Canım Dinleyicilerim
- 1982 : Yedi Renk
- 1983 : Yağmur Altında
- 1984 : Kertenkele
- 1985 : Avare
- 1985 : Telli Telli
- 1986 : Arkadaş
- 1986 : Çiçek Dağı
- 1986 : Dünden Beri
- 1988 : Bir Öptüm & Yağmur
- 1988 : Süper Arabesk
- 1989 : Deliler Gibi - İşte Eyle
- 1989 : Dertli
- 1990 : Yağmur Ağlıyor
- 1991 : Arkadaş (USA)
- 1991 : Ateş Benim Kül Benim
- 1991 : Uğur Böceği
- 1992 : Altın Şarkılar
- 1992 : Yam Yam
- 1993 : Bir Hüzzam Şarkı Gibi
- 1993 : Altın Şarkılar 2
- 1994 : Hatırla
- 1995 : Cucu - Öp Gizlice
- 1996 : Bir Tanem
- 1998 : Maşaallah
- 1998-2000 : Allah Kerim / Arabesk Kralicesi / Arşiv Serisi - 6 / As Plak LP 1002 / Gönül Dağı / Klasikler LP / Minareci 10 / 7 (on Türküola)
- 2000 : Ölmeyen Şarkılar
- 2001 : Öldüğümü Unuturum
- 2002 : Sabır Allah Sabır
- 2007 : Avare
- 2009 : Deli Gibi Sevdim (réédition)
- 2009 : Şu Karşıki Evde Bir Çocuk Doğmuş (réédition)

## Filmographie
- 1971 : Anneler ve Kızları
- 1972 : Aşk Sepeti
- 1972 : Ah Koca Dünya
- 1973 : Sevda Yolu
- 1973 : Niyet
- 1973 : İntizar
- 1974 : Kısmet
- 1974 : Almanya'da Bir Türk Kızı
- 1975 : Duyun Beni
- 1976 : Kuklalar
- 1986 : Kertenkele

## Télévision
- 2008 : Düğün Şarkıcısı